# Sayre, Oklahoma
Sayre är administrativ huvudort i Beckham County i Oklahoma. Orten har fått sitt namn efter järnvägsfinansiären Robert H. Sayre.